# Dicranopteris
Dicranopteris es un género con 73 especies de plantas vasculares perteneciente a la familia Gleicheniaceae. Es originario de América, distribuyéndose desde Estados Unidos hasta Chile.

## Algunas especies
- Dicranopteris affinis  	(Kuhn) Maxon
- Dicranopteris ampla Ching & P.S.Chiu
- Dicranopteris bancroftii 	(Hook.) Underw.
- Dicranopteris bicolor 	(H.Christ) Underw.